# Dashiqiao
Dashiqiao is een stad in de provincie Liaoning van China. Dashiqiao   
is ook een arrondissement. Dashiqiao ligt in de Prefectuur Yingkou. De stad heeft  725.000  inwoners (2010).